# MERMAID (GLAYの曲)
『MERMAID』（マーメイド）は、GLAYの19枚目のシングルである。2000年7月19日に発売された。

## 概要
- 前作「HAPPINESS -WINTER MIX-」から半年ぶりとなる新曲であった。
- ノンタイアップながらも発売週が同じであった「STAY AWAY」（L'Arc〜en〜Ciel）、「HOTEL PACIFIC」（サザンオールスターズ）を抑えてオリコンチャート1位を獲得した[1]。2000年7月21日放送のテレビ朝日系『ミュージックステーション』ではGLAY、L'Arc〜en〜Ciel、サザンオールスターズが揃い踏みで出演している[2]。
- ジャケットは紙製デジパック仕様。ブックレットと一体で、次作「とまどい/SPECIAL THANKS」次々作「Missing You」も同じ装丁である。
- 初回版はロング・ケース（インポート・サイズ）ジャケットが存在する。また、そのジャケット装丁も後2作のシングル・ベストアルバム『DRIVE-GLAY complete BEST』に受け継がれる。
- 初回版のサイズが大きい理由は、メンバーから統一したイメージを持たせたいと希望があり、いくつかの案から「写真も大きくなるし、おもしろいのでは」とインポート・サイズが採用されることになったためである。
- 初回版購入特典で、B1サイズのポスターが3種類のうち1種類がプレゼントされた。
- 同年にベストアルバム『DRIVE-GLAY complete BEST』が発売されたが、「次作アルバムに繋がる楽曲」だったため未収録となり、翌年発売の『ONE LOVE』に収録された。
- このCDの売上の一部はメンバーの意向により、有珠山の噴火に対する義援金にあてられた。

## 収録曲
1. MERMAID
  - 作詞・作曲：TAKURO

ギターリフを多用したハードロックナンバー。ライブでは頻繁に演奏される。歌詞は当時のGLAYの楽曲としては稀有な社会派風の歌詞となっている。当初はラヴ・ソングを作ろうとしていた意図の名残で、タイトルが『MERMAID』となっている。
2. ROCK ICON
  - 作詞：TERU・TAKURO　作曲：TAKURO

詞がTERUとTAKUROの共作。1曲目と同じく社会派風の、当時の社会情勢や世相がうかがえる歌詞が際立ったロック・ナンバー。ボーカルが独特であり、歌詞カードのない状態での歌詞の解読は困難なものである（TAKURO本人もぐちゃぐちゃな曲と発言している）。
TAKUROとHISASHIはカラオケでこの曲を歌おうとしたが、歌うことが出来ず改めてTERUは凄いと感じたとのこと。
間奏部分の女性の声を、林原めぐみが担当している。
3. MERMAID (instrumental)

## 収録アルバム
MERMAID
- ONE LOVE
- THE GREAT VACATION VOL.1 〜SUPER BEST OF GLAY〜
- ONE LOVE Anthology（リミックスバージョン）

ROCK ICON
- rare collectives vol.2